# Norte verdadero
El  norte verdadero  (o norte geográfico) es un término de navegación que se refiere a la dirección del Polo Norte en relación con la posición del navegante. Este concepto fue descubierto y reportado por el chino Shen Kuo en el siglo XI.
El  norte verdadero  se compara con el Norte magnético y la red norte (la dirección hacia el norte a lo largo de las líneas de una proyección cartográfica).
La dirección del  norte verdadero  está marcada en el cielo por polo norte celeste. Para la mayoría de los casos prácticos, es la posición de Alfa Ursae Minoris (Polaris). Pero, debido a la precesión del eje de la Tierra, el  norte verdadero  gira en una rotación que tarda alrededor de 25800 años en completarse. En el 2002, Polaris se encontraba en su posición más cercana al polo norte celeste. Hace 2000 años en cambio la estrella más cercana al polo norte celeste era Alfa Draconis (Thuban).